# Sedlničtí z Choltic
Sedlničtí z Choltic (psáno též Sedlnitzky z Choltitz, německy Sedlnitzky von Choltitz) jsou starý český vladycký rod, který později povýšil do panského stavu. Pravděpodobně pocházejí z rozrodu Benešovců. Sídlili ve 14. století v Cholticích u Přelouče, od 15. století na Moravě.

## Historie

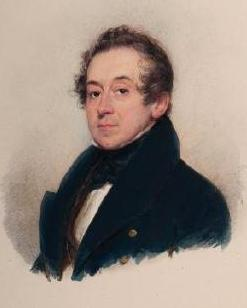
Josef Sedlnický z Choltic (1837), kresba akvarelovou tužkou od Moritze Daffingera.

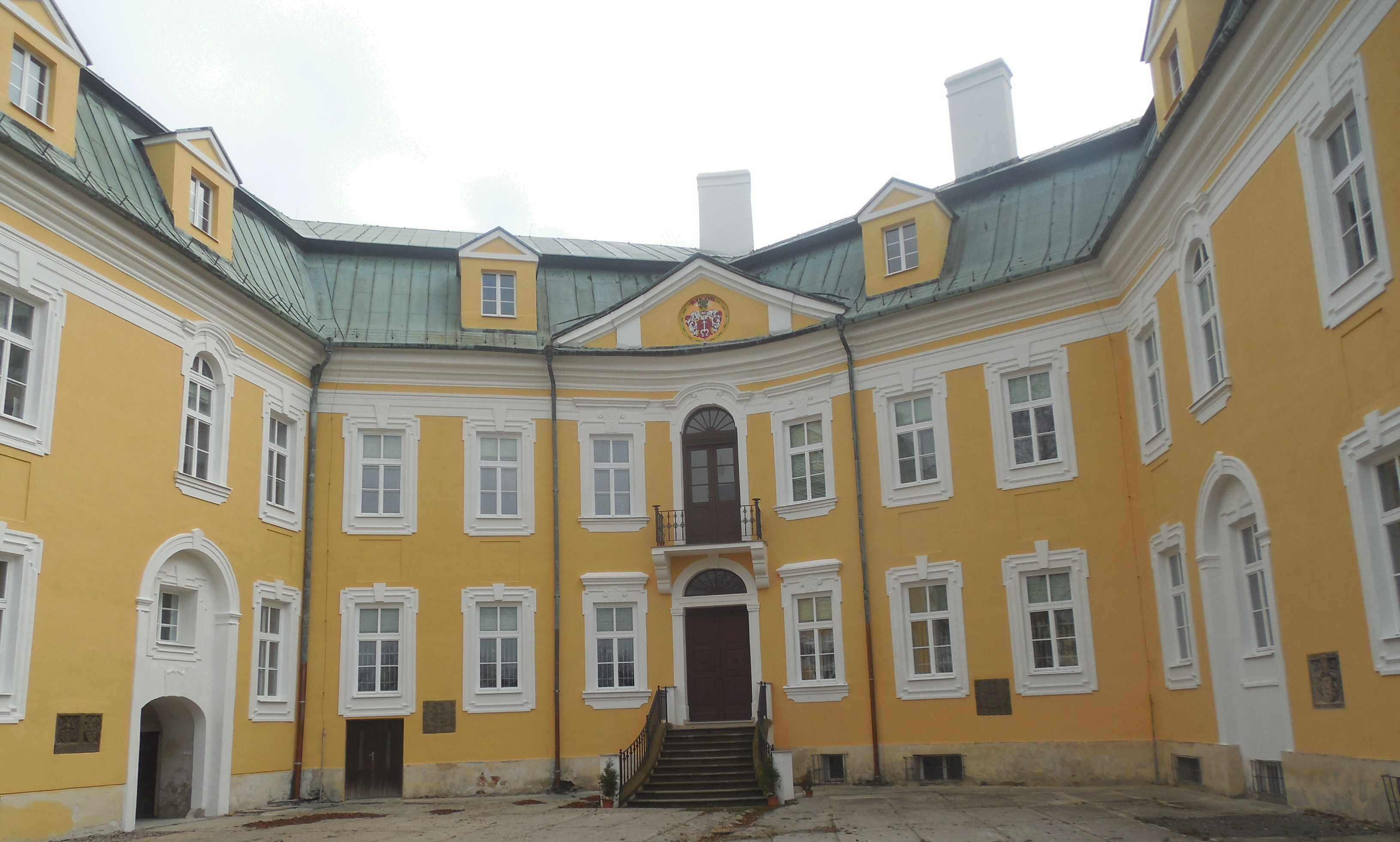
Nádvoří bíloveckého zámku.

Ze své tvrze v Cholticích se brzy přesunuli na Moravu. V roce 1401 držel Mikuláš z Choltic Závěšice u Nového Jičína. V polovině 15. století získal Jan Sedlnice na Kravařsku, podle čehož se rozšířilo rodové jméno o příjmení Sedlnický. Poté se rozdělili na dvě větve.
V roce 1546 Mikuláš Sedlnický povýšil do panského stavu na Moravě. Mnozí příslušníci rodu sloužili u soudů. Antonín Ferdinand se stal prezidentem zemského soudu v Opavě, Josef Antonín Václav viceprezidentem ve Lvově, válčili v Uhrách i během stavovského povstání roku 1620, kdy Albrecht a Karel působili jako direktoři moravských stavů. Petr starší velel jako jeden z vojevůdců stavovskému vojsku, po Bílé hoře musel emigrovat, zemřel v Nizozemsku roku 1628. Jeho potomci žili v Prusku a nazývali se Perponcher-Sedlnitzky. Drželi statky na severní Moravě a ve Slezsku, např. Zábřeh, Slavkov u Opavy, Hluchov, Linhartovy či Bílovec. Některé členy rodu postihly pobělohorské konfiskace, jiní zabavování majetku unikli.
Zásadní stavební úpravy bíloveckého zámku realizoval Bernard Pražma z Bílkova společně se svou manželkou Kristýnou z Lappitz v letech 1575-1776. Václav Karel Sedlnický z Choltic dal roku 1736 celý zámek přestavět v barokním slohu. Bylo strženo severní tzv. křídlo a tím dostala budova otevřenou dispozici, kterou má v podstatě dodnes. 

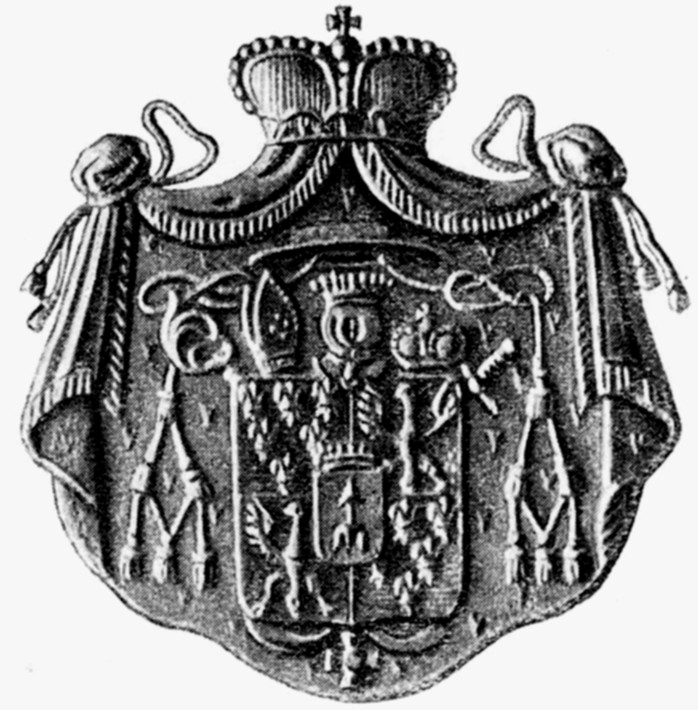
Biskupský znak Leopolda Sedlnického

Koncem 17. století získali říšský hraběcí titul. Hrabě Josef Sedlnický z Choltic (1778–1855) působil jako rakouský správní úředník, v letech 1817–1848 zastával místo prezidenta dvorského policejního úřadu. Řídil policejní aparát a dozoroval cenzuru v duchu metternichovského absolutismu.
Josefovými bratry byli:
- Antonín (1776–1850), mj. c. k. tajný rada, prezident soudů,[3]
- Jan Karel (1781–1858), pruský tajný vládní rada,
- Leopold (1787–1871), vratislavský biskup v letech 1836–1840,
- Karel Julius (1792–1856), major c. k. armády.

Dnes žijí jejich potomci starší a mladší linie v pruské větvi.
Původní rodová linie vymřela po přeslici v osobě Marie Leopoldiny Sedlnické (1812–1898). Ta byla provdána za Antonína Widmanna (1805–1866), poslance moravského zemského sněmu, který založil mladší linii svého rodu v Lukách nad Jihlavou. Po vymření hraběcí větve Sedlnických přešlo jméno i dědictví na Widmanny. Majestát na jméno a erb Sedlnických získal v roce 1871 Viktor Widmann (1836–1886), který se od té doby psal jako hrabě Widmann-Sedlnitzky von Choltitz. Součástí dědictví po Sedlnických byly velkostatky Loděnice a Štemplovec na Opavsku, zde ale Widmannové vůbec nepobývali a v roce 1911 tento majetek prodali. Posledním majitelem velkostatku Luka nad Jihlavou byl hrabě Antonín Widmann-Sedlnický (1865–1949), který byl dlouholetým poslancem Moravského zemského sněmu, v Lukách byl starostou a získal zde i čestné občanství. Rodina se však v roce 1940 přihlásila k německému občanství, takže v roce 1945 jim byl majetek zkonfiskován, Widmannové zde ale žili až do roku 1947. Syn Arnošt Alois (1905–1988) žil poté v Rakousku.

## Erb
V červeném štítu nosili znamení zvané odřivous, které mají společné s pány z Kravař. Odlišnost těchto erbů spočívala v tom, že Sedlničtí měli v klenotu na přílbě tzv. paví ocas prostřelený šípem.

## Příbuzenstvo
Spojili se s Podstatskými, Haugvici, Žampachy, Bruntálskými z Vrbna či Widmanny.

## Někteří další příslušníci rodu
- František Seraf Sedlnický z Choltic (1817–1896), slezský šlechtic a plukovník císařské armády
- Dietrich von Choltitz (1894–1966), pruský šlechtic, německý vojenský velitel za druhé světové války